# 臺灣大百科全書
《臺灣大百科全書》為中華民國政府主辦的網路百科全書，分為大眾版及專業版。專業版由行政院文化建設委員會於2006年推出「台灣大百科全書專業版編撰計畫」，遠流出版公司子公司「智慧藏學習科技」以新台幣3000萬元得標，第一期工程為時2年，預計編成6冊。大眾版由台灣二十一世紀議程協會承接，以Web 2.0精神建置「一部全民參與的臺灣百科」，開放網友共同寫作空間，讓任何人都可以編輯任何文章及詞條。
2007年起，《臺灣大百科全書》大眾版的所有文字資訊以及多數的圖像和其他內容採用GNU自由文檔許可協議授權，不過在2006年及以前由行政院文化建設委員會營運期間建置之內容資料仍保留原作者著作權。2009年改版後，大眾提供的內容改用創用CC之「姓名標示－非商業性－相同方式分享」（by-nc-sa）2.5版授權。

## 歷史
2004年5月13日，中華民國總統陳水扁在總統府《阿扁總統電子報》第135期表示，將建立臺灣大百科全書，成為台灣文化的知識集錦。網路版「臺灣大百科全書」於2005年1月18日啟用，網址為 taipedia.cca.gov.tw ，初期使用了自行開發的系統，註冊會員必須提供姓名、電話號碼、電子信箱、身分證字號等個人資料。臺灣大百科全書預計在2008年出版20冊紙本，總預算為新台幣5億2000萬元。
2007年，遠流出版公司的子公司智慧藏學習科技標下「臺灣大百科」編撰計畫，第一期工程預算接近新台幣3000萬元，計畫以2年時間編撰6冊紙本。另一方面，「臺灣大百科」網站改用與維基百科相同的MediaWiki作為建構系統，網址變更為 www.taipedia.org.tw 。過去由行政院文化建設委員會建立的內容保留版權，其餘內容採用GNU自由文檔許可協議授權；但應徵稿件若經審核通過，文字著作權歸行政院文化建設委員會所有。此時由於MediaWiki的系統特性，註冊與編輯變得容易，而網友提供的內容幾乎沒有檢查，使得複製而來的侵權文章充斥。
2007年5月22日，遠流出版公司舉辦「《臺灣大百科全書》監修編審委員會」成立記者會，前中央研究院院長李遠哲出任監修編審委員會總監修長。
2009年10月，臺灣大百科全書網站再次改版，大眾提供的內容改用「創用CC」之「姓名標示－非商業性－相同方式分享」（by-nc-sa）2.5版授權、圖像著作權由作者自訂，網址變更為 taiwanpedia.culture.tw 。新版改為獨立系統，註冊會員必須提供姓名、電話號碼、電子信箱、身份證字號等個人資料，登入帳號為身份證字號。
2014年6月，中華民國文化部將臺灣大百科全書詞條併入「國家文化資料庫」，不再開放協作。2014年7月15日，臺灣大百科全書網站正式關閉。

## 活動
臺灣大百科曾舉行一些活動，如臺灣城市百科接力賽、臺灣藏寶圖等。臺灣大百科還推行了「積分制」，產出量高的供稿者能登上首頁中的排行榜。常據榜上的有北雁南飛、維翰等人。
臺灣大百科也向一些知名部落格作家邀稿，進行每月一主題的臺灣達人活動。
- 立體書達人：M&H
- 留聲機唱片達人：林太崴
- 花卉達人：陳坤燦
- 古蹟修復達人：林大緯
- 電影達人：林木材
- 北投達人：楊燁
- 金門達人：北雁南飛
- 推理小說達人：呂仁
- 交通運輸達人：南極冰魚
- 棒球達人：林言熹
- 北海岸達人：李鴻謀
- 桌遊達人：魚寶[9]

### 引用
1. ↑  丁榮生. . 中國時報. 2004-06-16. （原始内容存档于2004-11-24） （中文（臺灣））.
2. ↑  康俐雯. . 自由時報. 2004-07-24. （原始内容存档于2010-02-24） （中文（臺灣））.
3. 1 2  林淑玲; 丁榮生. . 中國時報. 2005-01-18: A10版 （中文（臺灣））.
4. ↑  袁世忠. . 自由時報. 2007-05-23. （原始内容存档于2019-06-29） （中文（臺灣））.
5. ↑  趙靜瑜; 袁世忠. . 自由時報. 2007-05-23. （原始内容存档于2019-06-12） （中文（臺灣））.
6. ↑  當時「臺灣大百科」網站的詞條編寫規定：
詞條撰寫規格 - 注意事項

8. 稿件經審定後，即支予稿酬（含平面及電子媒體稿酬），一字二元，文字著作權歸屬文化建設委員會，圖片每禎三百至五百元（視其內容與大小而定）
7. ↑  李先鳳. . 中央通訊社. 2007-05-22.
8. 1 2  王揮雄，《臺灣大百科介紹及運作方式簡報》，2010-07-15
9. ↑  百科達人精選回顧 （页面存档备份，存于），智慧藏網站

## 外部連結
- 文化部國家文化資料庫 （页面存档备份，存于）
- 臺灣大百科全書的Facebook專頁